# Evangelische Kirche Altenbeken

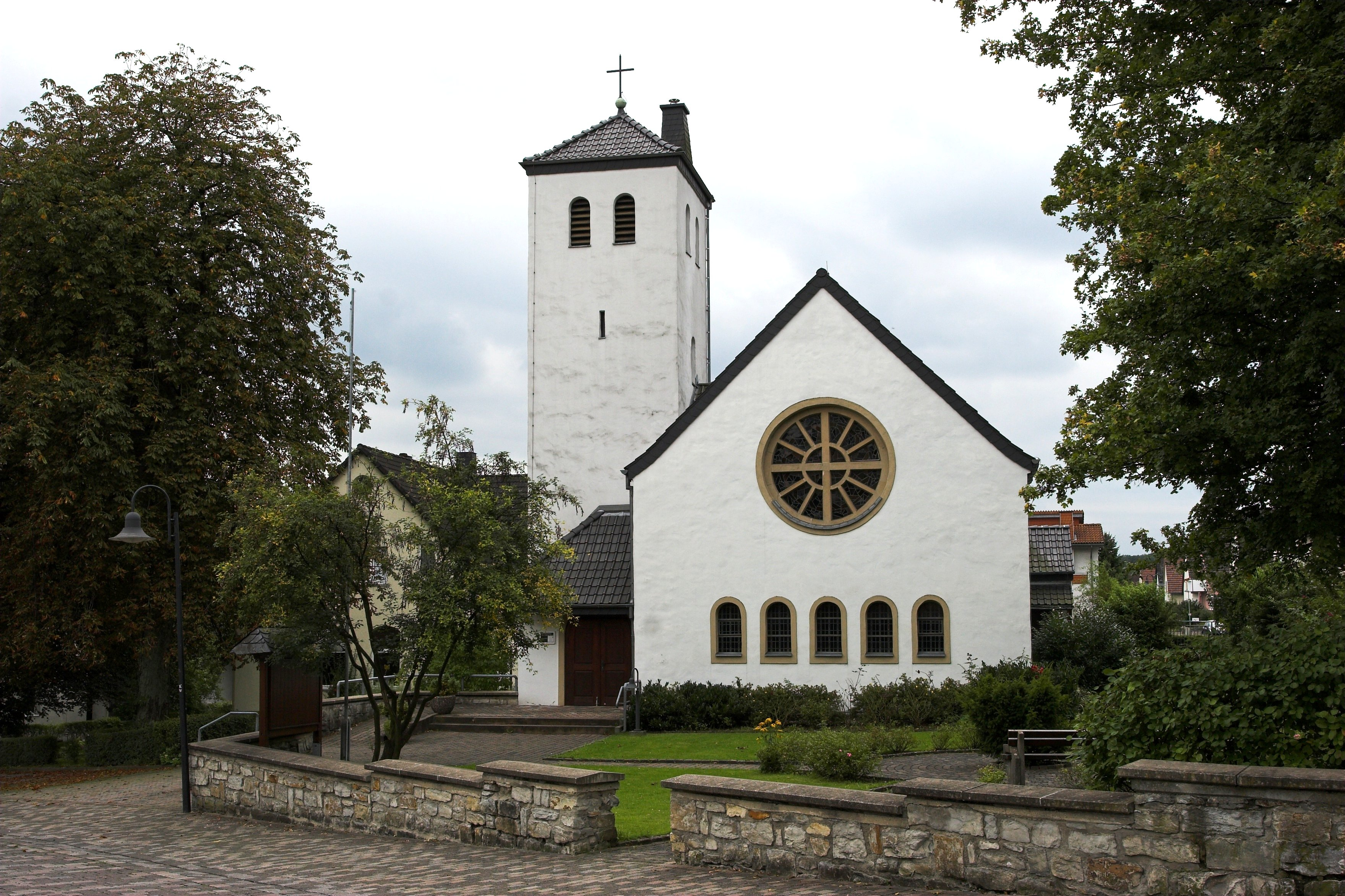
Evangelische Kirche Altenbeken

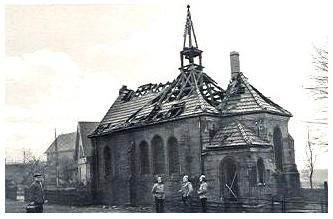
Die Kirche nach dem Brand 1934

Die Evangelische Kirche ist ein Kirchenbau in Altenbeken im ostwestfälischen Kreis Paderborn. Als Teil der evangelischen Kirchengemeinde Bad Driburg gehört sie zum Kirchenkreis Paderborn der Evangelischen Kirche von Westfalen.

## Geschichte
Die evangelische Kirchengemeinde etablierte sich im mittleren 19. Jahrhundert im Zuge des Ausbaus des Ortes zum Eisenbahnknotenpunkt an der Köln-Mindener Eisenbahn. 1899 entstand in Bahnhofsnähe zunächst eine evangelische Schule, im darauffolgenden Jahr eine evangelische Kirche, deren Bau am 14. November 1901 eingeweiht werden konnte. Dieses erste, in neugotischen Formen errichtete, turmlose Kirchengebäude brannte am 22. März 1934 bis auf die Außenmauern aus. Am 11. November des Jahres wurde unter teilweiser Verwendung des bestehenden Mauerwerks mit ihrem Wiederaufbau begonnen, der am 14. Juli 1935 eingeweiht wurde. Mit Flucht und Vertreibung Deutscher aus Mittel- und Osteuropa 1945–1950 stieg die Zahl der Gemeindemitglieder, so dass im Mai 1946 eine eigene Pfarrstelle eingerichtet wurde.

## Orgel
Die evangelische Kirche Altenbeken erhielt 2000 eine Orgel der Firma Friedrich Kampherm Orgelbau in Verl. Ihr zweites Manual weist (außer Gedackt 8′) keine eigenen Register auf, sondern ist mit Wechselschleifen ausgestattet, desgleichen ist Oktave 2′ als Vorabzug aus Mixtur 2′ angelegt. Das Instrument verfügt über zehn klingende Register mit folgender Disposition:
| I. Manual C–g3 |       |
| Prinzipal      | 8′    |
| Bourdun        | 8′    |
| Oktave         | 4′    |
| Rohrflöte      | 4′    |
| Oktave         | 2′    |
| Flöte          | 2′    |
| Sesquialter    | 2 ⁄3′ |
| Mixtur IV      | 2′    |
| Oboe           | 8′    |

| II. Manual C–g3 |       |
| Gedackt         | 8′    |
| Rohrflöte       | 8′    |
| Flöte           | 4′    |
| Sesquialter     | 2 ⁄3′ |
| Oboe            | 8′    |

| Pedal C–f1 |     |
| Subbass    | 16′ |

- Koppeln: I/II, I/P, II/P
- Tremulant